# Robert Clive
Maggior generale Robert Clive, primo Barone Clive di Plassey (Market Drayton, 29 settembre 1725 – Londra, 22 novembre 1774), è stato un generale e politico inglese fu pari d'Irlanda e governatore del Bengala.
Conosciuto anche col cognome di Clive d'India, fu uno tra i principali ufficiali inglesi che stabilirono la supremazia politica e militare della Compagnia britannica delle Indie orientali nel Bengala. Assieme a Warren Hastings egli è considerato una delle figure chiave per la creazione del British Raj. Egli fu inoltre un membro Tory del Parlamento di Gran Bretagna.

## Biografia

### I primi anni
Robert Clive nacque a Styche Hall, la residenza della famiglia Clive, presso Market Drayton nello Shropshire, il 29 settembre 1725, figlio di Richard Clive e di Rebecca Gaskell. La famiglia possedeva una piccola residenza in loco sin dall'epoca di Enrico VII ed essa vantava una lunga storia al servizio dell'Inghilterra: un membro della sua famiglia era stato cancelliere dello scacchiere per l'Irlanda sotto Enrico VIII, ed un altro era stato membro del Lungo Parlamento al tempo di Carlo I. Il padre di Robert, che modestamente contribuiva alle entrate famigliari con la professione di avvocato, prestò servizio in Parlamento per diversi anni, rappresentando il Montgomeryshire. Robert era il maggiore di tredici figli; egli aveva sette sorelle e cinque fratelli. Di undici, sei morirono durante l'infanzia.
Il padre di Clive era noto per avere un cattivo carattere, peraltro ereditato dal figlio: infatti, per ragioni mai documentate, Clive venne mandato a vivere con la sorella di sua madre a Manchester durante i suoi primi anni ed il biografo Robert Harvey suggerisce che tale movimento fosse dovuto al fatto che il padre di Clive fosse occupato a Londra nella speranza di provvedere alla famiglia e non potesse con la moglie badare adeguatamente al figlio. Daniel Bayley, marito di una delle sue sorelle, disse di lui che sin da ragazzo Robert era "fuori misura nella sua propensione al combattimento". A scuola era un regolare attaccabrighe (venne espulso diverse volte). Divenuto più grande fu a capo di una banda di adolescenti che vandalizzava i negozi dei mercanti di Market Drayton che non accettavano di pagare per la protezione. Egli si dimostrò sempre coraggioso: una volta scalò la torre della parrocchia di St. Mary di Market Drayton e si sedette su un gargoyle, spaventando i passanti al di sotto.

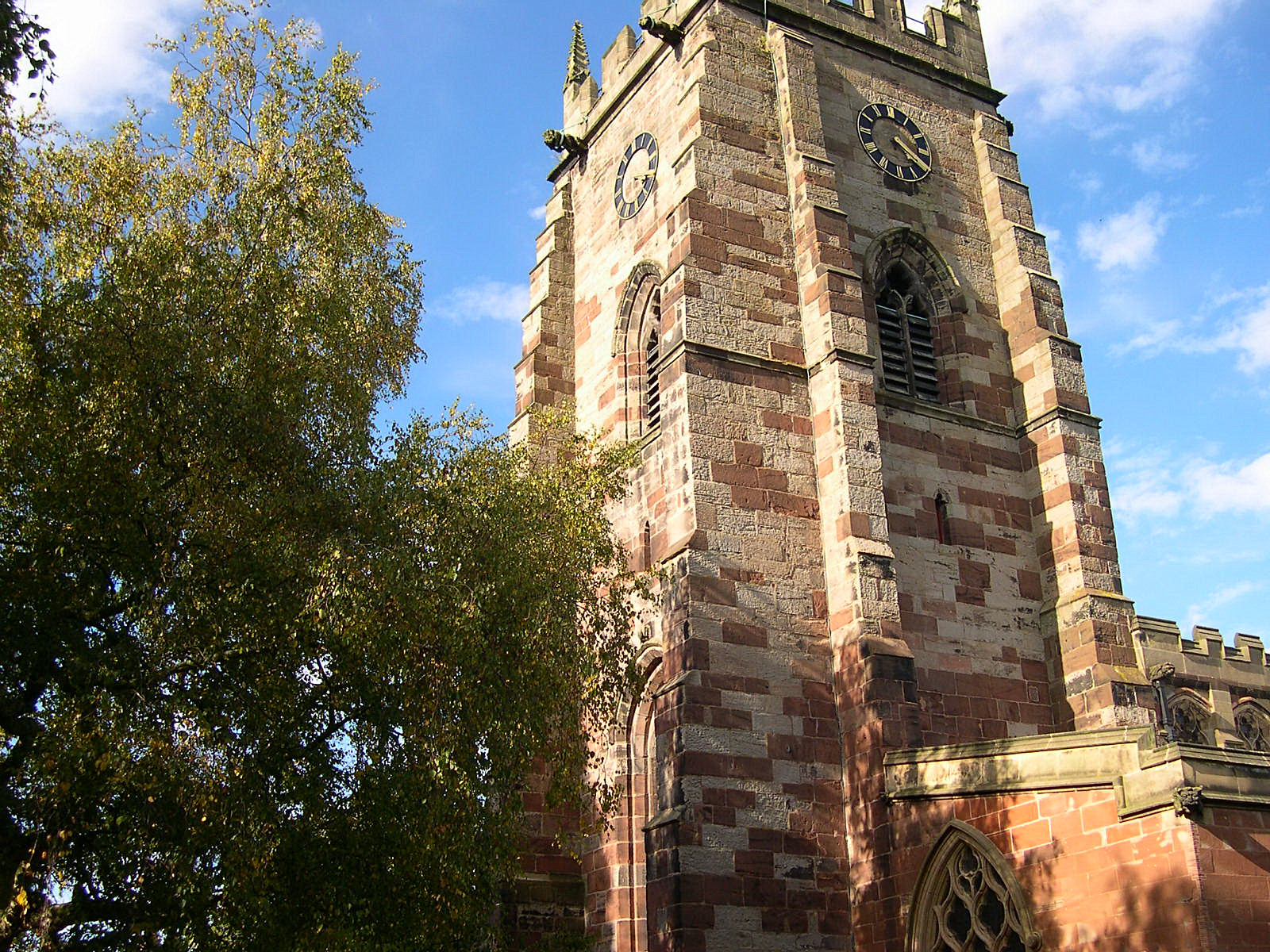
La chiesa di St. Mary a Market Drayton, la cui torre venne scalata da Clive

Quando Clive aveva appena nove anni, sua zia morì e dopo un breve periodo col padre a Londra, fece ritorno nello Shropshire. Qui egli frequentò la Market Drayton Grammar School, ove il suo temperamento lo portò a cambiare ancora istituto ed a passare al Merchant Taylors' School di Londra per poi essere spostato per le intemperanze ad una scuola commerciale dell'Hertfordshire dove riuscì a completare la sua educazione di base. Egli iniziò a questo punto ad interessarsi agli studi, sviluppando una notevole capacità di scrittura ed un suo discorso alla Camera dei Comuni venne descritto poi da William Pitt come uno dei più eloquenti che egli avesse mai sentito.

### Il primo soggiorno in India (1744–1753)

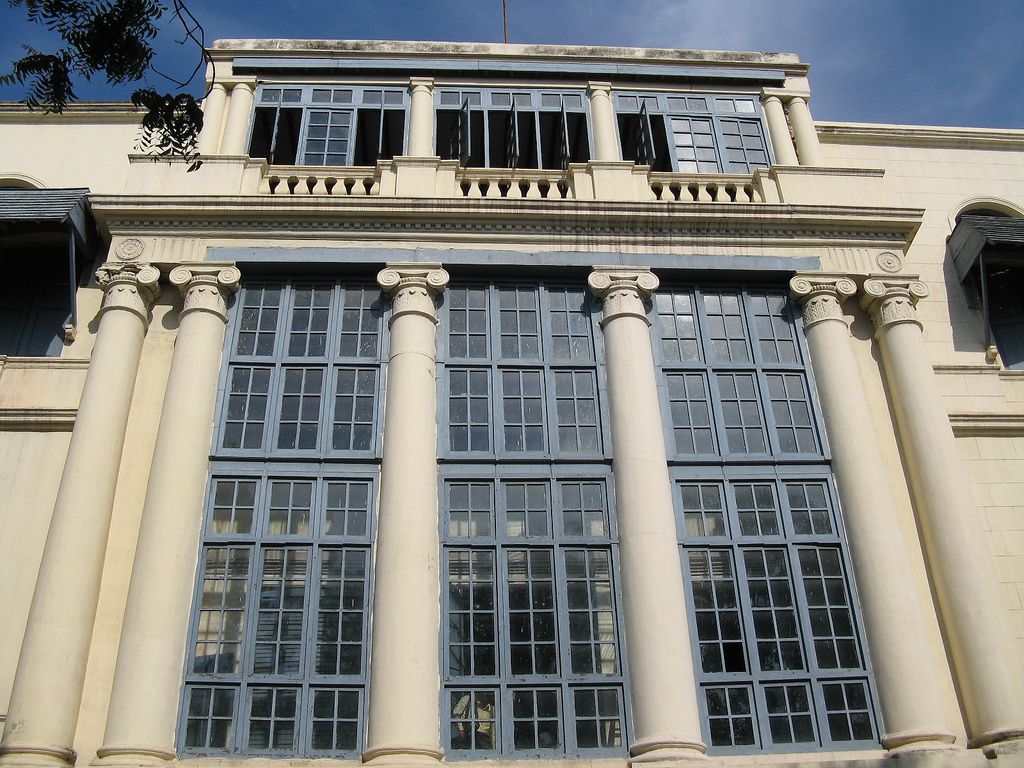
Clive House a Fort St. George, Chennai

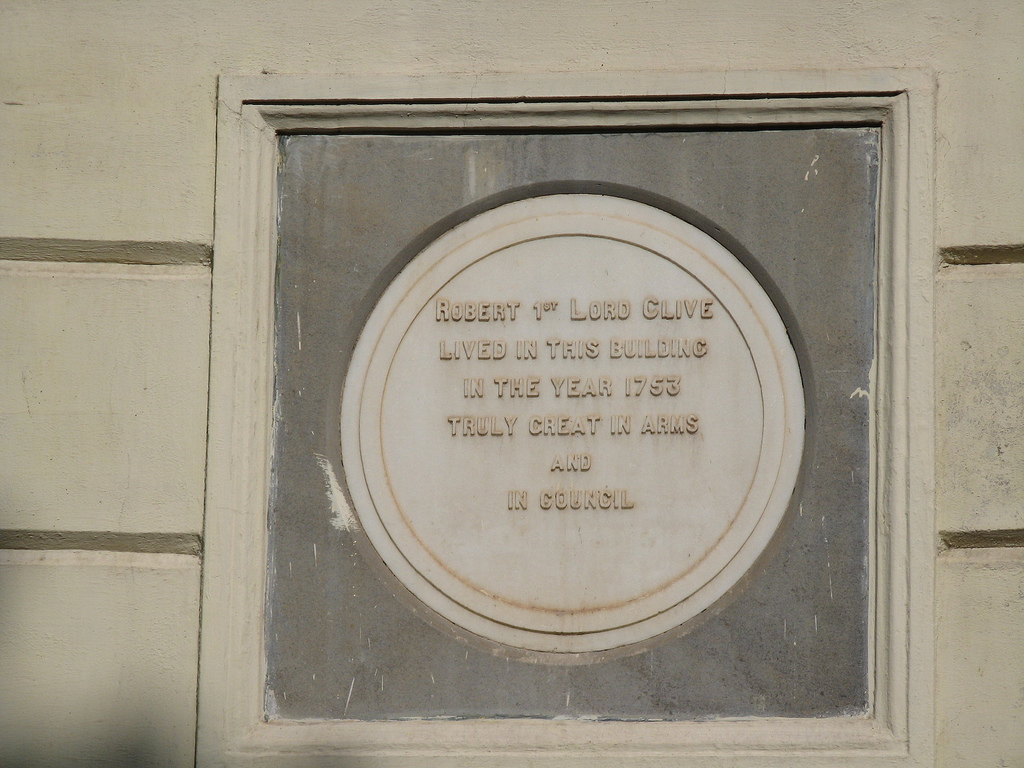
Targa commemorativa a Clive House

Nel 1744 il padre di Clive gli trovò una posizione come "fattore" o "scrittore" al servizio della Compagnia britannica delle Indie Orientali, e Robert si imbarcò alla volta dell'India. Dopo aver circumnavigato le coste del Brasile, la sua nave venne mantenuta ferma per nove mesi al fine di completarne le riparazioni necessarie. Questo gli permise di imparare il portoghese, lingua di uso comune in India presso le colonie portoghesi. A quel tempo, la Compagnia delle Indie Orientali aveva un piccolo insediamento a Fort St. George presso il villaggio di Madraspatnam, oggi Chennai, una delle principali metropoli indiane, oltre che altri insediamenti a Calcutta, Bombay e Cuddalore. Clive giunse a Fort St. George nel giugno del 1744, e trascorse i successivi due anni lavorando come assistente di un negoziante, prendendo familiarità con le merci in vendita e con il commercio in India. Gli venne concesso l'accesso alla biblioteca del governatore locale, di cui fu un lettore prolifico.

#### La situazione politica dell'India meridionale
Quando giunse in India, Clive trovò uno Stato suddiviso in un gran numero di realtà politiche, ideali successori del precedente Impero Moghul. Per i quarant'anni successivi alla morte dell'Imperatore Aurangzeb nel 1707, il potere del sovrano era andato gradualmente scemando e trasferendosi nelle mani dei suoi viceré provinciali o Subahdar.  Tra questi i più influenti erano il Niẓām di Hyderābād, Asaf Jah I, e il Nawwāb del Krantataka, Anwar al-Din Muhammad Khan. Fort St. George e l'insediamento commerciale francese di Pondicherry erano collocati nei territori del Nawwāb.
Le relazioni tra europei e indiani vennero influenzate da una serie di guerre e trattati in Europa e dalla rivalità commerciale sul subcontinente dell'India. Tra il XVII ed il XVIII secolo, francesi, olandesi, portoghesi e britannici ottennero il controllo di varie postazioni commerciali, scambiandosi diritti e favori coi governanti locali. Le compagnie di mercanti europei iniziarono a richiedere truppe per proteggere i loro interessi commerciali e iniziarono così letteralmente a influenzare la politica locale a proprio vantaggio. Il potere militare divenne rapidamente uno dei punti chiave per assicurare il commercio in India, nonché mantenere il controllo sul territorio.

#### La prima guerra del Karnataka

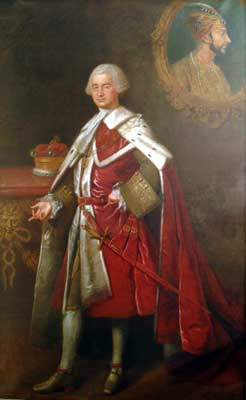
Ritratto di Charles Clive, c. 1764

Nel 1720 la Francia aveva effettivamente nazionalizzato la Compagnia francese delle Indie orientali e aveva iniziato ad estendere in India propri interessi coloniali. Questo fatto divenne una fonte di conflitto con gli Inglesi in India, acuita ancor più dall'inizio della Guerra di successione austriaca in Europa e dallo schieramento su fronti opposti delle due potenze. Il teatro del conflitto in India è conosciuto come prima guerra carnatica. Le ostilità in India iniziarono con alcuni attacchi navali degli Inglesi alla flotta francese nel 1745, motivo per cui il governatore generale francese Dupleix richiese alla madrepatria l'invio di forze ulteriori. Il 4 settembre 1746, Madras fu attaccata dalle forze francesi guidate da La Bourdonnais. Dopo alcuni giorni di bombardamento, gli Inglesi si arresero ed i francesi penetrarono nella città. La leadership inglese venne fatta prigioniera e portata a Pondicherry. Si tentò dunque di stabilire che la città di Madras sarebbe stata restituita agli inglesi dopo appropriati negoziati, ma Dupleix si oppose intendendo annetterla direttamente ai possedimenti francesi in loco. Ai restanti residenti britannici venne imposto di non prendere armi contro i francesi; Clive ed altri si rifiutarono e, travestitisi da nativi, elusero le sentinelle e riuscirono a fuggire dalla prigione giungendo a Fort St. David (avamposto britannico presso Cuddalore), a circa 50 km più a sud. Al suo arrivo, Clive decise di iscriversi nella locale compagnia militare inglese. Clive partecipò attivamente alla difesa di Fort St. David, quando i Francesi lo assaltarono l'11 marzo 1747. In quell'occasione Clive ottenne il grado di sottotenente.
Nel conflitto, il coraggio di Clive attirò l'attenzione del maggiore Stringer Lawrence, che era giunto in India nel 1748 per prendere il comando delle truppe inglesi di Fort St. David. Durante l'Assedio di Pondicherry del 1748 Clive si distinse ancora una volta per la difesa della sua fila da una sortita francese: uno spettatore alla scena scrisse "Il plotone [di Clive], animato dalle sue esortazioni, sparò con rinnovato coraggio e grande vivacità contro il nemico." L'assedio venne tolto nell'ottobre di quell'anno con l'arrivo dei monsoni, ma la guerra continuò sino al dicembre successivo con l'arrivo della notizia della Pace di Aix-la-Chapelle. Madras tornò agli inglesi come parte degli accordi sottoscritti poi nel 1749.

#### La spedizione di Tanjore
La fine della guerra tra Francia ed Inghilterra ad ogni modo non pose fine alle ostilità in India. Anche dopo l'arrivo della notizia della pace in India gli Inglesi inviarono una spedizione a Tanjore per appoggiare la causa di un pretendente al trono locale. Questa spedizione, nella quale Clive venne promosso tenente, fu un fallimento disastroso. I monsoni piagarono l'intera area ed il supporto locale fu piuttosto scarso. L'ignominiosa ritirata delle forze britanniche fu un duro colpo per la reputazione inglese. Il maggiore Lawrence, tentando di recuperare questo accaduto, portò l'intera guarnigione di Madras a Tanjore. Al forte di Devikottai sul fiume Coleroon le forze inglesi si confrontarono con l'esercito tanjoreano. Lawrence diede a Clive il comando di 30 soldati e 700 sepoy, con l'ordine di assaltare il forte. Clive guidò rapidamente le sue forze all'attraversamento del fiume, dove piccole unità inglesi vennero separate dai sepoys e si scontrarono con la cavalleria tajoreana. Clive era sul punto di soccombere quando giunsero i rinforzi di Lawrence a salvare la situazione. La mossa ardimentosa di Clive ebbe importanti conseguenze: i tanjoreani abbandonarono il forte che venne occupato dai britannici trionfanti. Il successo spinse il raja di Tanjore ad aprire dei negoziati con gli inglesi i quali ottennero Devikottai e le coste annesse. Lawrence scrisse per l'azione di Clive che "egli aveva creduto nel coraggio e nella capacità di giudizio molto più di quanto non avesse fatto in quegli anni."
Madras venne così assicurata agli inglesi, ma gli ufficiali seguitavano a non vedere di buon occhio Clive che appariva più come un "self made man" che un vero militare di formazione. Lawrence riuscì però a procurare a Clive una posizione di commissario a Fort St. George, incarico fortemente lucrativo.

#### La seconda guerra karnatika
La morte di Asaf Jah I, Niẓām di Hyderābād, nel 1748 aveva aperto una guerra di successione al suo trono meglio conosciuta col nome di seconda guerra carnatica, interessata anche dagli interessi espansionistici del governatore francese Dupleix. Dupleix era uscito dalla prima guerra con un ristretto numero di soldati europei e alcuni sepoy indiani e continuò con l'idea di espandere l'influenza francese nell'India meridionale. Per molti anni egli aveva lavorato diplomaticamente per il rilascio dalla prigionia di Chanda Sahib, alleato francese di vecchia data che era stato sul trono di Tanjore, predisponendo per lui il trono del Karnataka. Chanda Sahib era stato però imprigionato dai Maratha nel 1740; nel 1748 questi venne rilasciato e si preoccupò di costruire un esercito di stanza a Satara.
Alla morte di Asaf Jah I, suo figlio, Nasir Jung, occupò il trono di Hyderabad, anche se Asaf Jah aveva designato a suo erede suo nipote, Muzaffar Jung. Il nipote, che era regnante a Bijapur, si portò immediatamente ad ovest per unirsi alle armate di Chanda Sahib, rinforzate dagli uomini di Dupleix. Queste forze si scontrarono con quelle di Anwaruddin Mohammed Khan nella Battaglia di Ambur dell'agosto del 1749; Anwaruddin venne ucciso nello scontro e Chanda Sahib vittorioso entrò nella capitale del Karnataka, Arcot. Il figlio di Anwaruddin, Muhammed Ali Khan Wallajah, asserragliato a Trichinopoly chiese protezione ed assistenza agli inglesi. In cambio dell'assistenza dei francesi, i vincitori ottennero un gran numero di villaggi, tra cui il territorio presso Cuddalore e Madras, circondando i territori britannici. Gli inglesi iniziarono ad inviare supporti a Muhammed Ali Khan Wallajah e cercarono di portare Nasir Jung contro Chanda Sahib. Nasir Jung si spostò a sud verso Gingee nel 1750, dove richiese e ricevette altre truppe inglesi. Le forze di Chanda Sahib avanzarono per incontrarlo, ma si ritirarono dopo un cannoneggiamento a lungo raggio. Nasir Jung fu in grado di catturare Arcot e suo nipote, Muzaffar Jung. Dopo una serie di infruttuosi negoziati ed intrighi, Nasir Jung venne assassinato da un soldato ribelle. Questo fece sì che Muzaffar Jung venisse proclamato Niẓām e Chanda Sahib venisse confermato Nawwāb del Karnataka, entrambi col supporto francese. Dupleix venne ricompensato con un titolo nobiliare indiano e col governo dei territori del Niẓām a sud del fiume Kistna.
Robert Clive mancò dall'India meridionale in molti di questi eventi. Nel 1750 Clive venne colpito da dei disturbi nervosi e venne inviato nel Bengala settentrionale per riprendersi. Fu qui che egli incontrò Robert Orme del quale divenne amico e che fu il suo biografo. Tornò a Madras nel 1751.

#### Assedio di Arcot
Nell'estate del 1751, Chanda Sahib lasciò Arcot per assediare Muhammed Ali Khan Wallajah a Trichinopoly. Questo pose gli inglesi a Madras in una posizione precaria, dal momento che quello era uno dei principali alleati nell'area indiana. La Compagnia militare britannica era inoltre spaesata dal momento che Stringer Lawrence era tornato in Inghilterra nel 1750 e gran parte della Compagnia si trovava apatica circa i pericoli dell'espansione francese che andava sempre più a scapito del declino dell'influenza francese. La debolezza del comando militare britannico venne allo scoperto quando una forza venne inviata da Madras in supporto a Muhammed Ali a Trichinopoly, ma il suo comandante, un mercenario svizzero, si rifiutò di attaccare l'avamposto di Valikondapuram. Clive, che accompagnava le forze come commissario, venne oltraggiato dalla decisione di abbandonare l'assedio. Egli si recò dunque a Cuddalore e si offrì di guidare l'attacco ad Arcot, comprendendo che questo avrebbe forzato Chanda Sahib ad abbandonare l'assedio di Trichinopoly o perlomeno a ridurne significativamente le forze in campo.
Madras e Fort St David poterono rifornirgli 200 europei, 300 sepoy e tre cannoni di piccola taglia; inoltre, degli otto ufficiali posti alla guida del gruppo, quattro erano civili come Clive e sei addirittura non avevano mai calcato il campo di battaglia. Clive, sperando in un effetto a sorpresa, compì una serie di tappe forzate sotto una pioggia incessante. Sebbene poi si trovasse a fallire nell'effetto sorpresa, la guarnigione nemica, avendo avuto notizia degli uomini in arrivo così motivati e coraggiosi, decise di abbandonare il forte ed il villaggio; Clive occupò Arcot senza sparare un colpo.
Il forte era una struttura cadente con delle mura in più parti rovinate che circondavano il villaggio con case addossate le une alle altre. Il terreno era perlopiù secco ed arido ed alcune torri di difesa non erano sufficientemente forti a sostenere l'artiglieria. Clive fece del proprio meglio per prepararsi al contrattacco e decise di lasciare la città deserta accampandosi a breve distanza coi suoi uomini. Quando i rinforzi di Chanda Sahib con 2000 uomini giunti da Trichinopoly rioccuparono il villaggio il 15 settembre Clive lanciò un attacco a sorpresa contro i suoi nemici.  Per via dell'oscurità presente, gli assedianti non avevano idea da dove provenissero gli uomini di Clive e furono presi dal panico.
Il giorno successivo, inoltre, Clive apprese che stavano avvicinandosi a lui dei cannoni pesanti che aveva richiesto tempo addietro a Madras, e scelse pertanto di inviare gran parte dei suoi uomini a scortarli. Quella notte gli assedianti lanciarono un attacco decisivo al forte. Con solo 70 uomini nella struttura, Clive ancora una volta fu in grado di resistere creando confusione tra i suoi nemici ed illudendoli di essere in molti a difendere il forte. Il mattino successivo i cannoni giunsero a destinazione e Chanda Sahib si ritirò coi suoi uomini.
Nelle settimane successive Clive ed i suoi uomini lavorarono alacremente per implementare le difese, sapendo che altri 4000 soldati nemici erano in viaggio al comando del figlio di Chanda Sahib, Raza Sahib, accompagnati da un piccolo contingente di truppe francesi. Clive fu obbligato a ridurre la sua guarnigione a circa 300 uomini, inviando il resto delle forze a Madras nel caso in cui il nemico avesse deciso di spostarsi su quella direttiva. Raza Sahib giunse ad Arcot il 23 settembre e rioccupò il villaggio. Quella notte Clive lanciò un nuovo attacco all'oscuro sull'artiglieria francese, cercando di catturarne i cannoni. L'attacco raggiunse quasi l'obbiettivo prefissato, ma fu respinto. Clive stesso fu più volte sul punto di essere ferito mortalmente e 15 dei suoi uomini vennero uccisi, mentre altri 15 erano feriti.
Tra le varie perdite gli uomini di Clive si attestarono a circa 200 mentre lui stava aspettando altri 6000 uomini di rinforzo dai maratha che però tardavano ad arrivare per dei mancati pagamenti. Sapendo dell'arrivo delle forze nemiche, Raza Sahib si affrettò a chiedere la resa di Clive ma questi rispose a tono evitando di cedere al nemico. L'assedio riprese quando il 4 novembre Raza Sahib lanciò un nuovo attacco al forte. Le forze ridotte di Clive mantennero le loro posizioni e si dedicarono al cecchinaggio al di fuori delle mura del villaggio: il risultato fu la perdita di diverse centinaia di unità per gli indiani, mentre gli inglesi persero appena 6 uomini.
Lo storico Thomas Babington Macaulay scriverà sull'assedio un secolo dopo:
"... il comandante che aveva condotto la difesa...era un giovane di venticinque anni, che era stato istruito come bibliotecario... Clive...ma che aveva fatto pratica, e, esausto dalla fatica, si era gettato in quest'avventura. Coricatosi venne svegliato dall'allarme, ed istantaneamente passò al suo posto.... Dopo tre disperate riprese, gli assediati si ritirarono dietro ad una collina. La battaglia durò per un'ora... la guarnigione perse appena cinque o sei uomini."
La sua condotta durante l'assedio rese Clive molto famoso in Europa. Il Primo Ministro inglese William Pitt il Vecchio descrisse Clive, che comunque non aveva avuto una formazione militare, come un "generale venuto dal cielo", riconoscendogli le sue doti di comando ed organizzazione. La Court of Directors della Compagnia britannica delle Indie Orientali gli volle donare una spada da 700 sterline ma egli la rifiutò al contrario di quanto aveva fatto il maggiore Lawrence prima di lui.
Clive ed il maggiore Lawrence furono in grado di portare la campagna ad una conclusione ottimale. Nel 1754, vennero firmati i primi trattati tra Thomas Saunders, presidente della Compagnia a Madras, e Charles Godeheu, comandante francese che aveva rimpiazzato Dupleix. Mohammed Ali Khan Wallajah venne riconosciuto come Nawwāb, ed entrambe le nazioni si accordarono per equalizzare la grandezza dei loro possedimenti. Quando la guerra scoppiò nuovamente nel 1756, durante l'assenza di Clive nel Bengala, i francesi conquistarono altri territori a nord. Il Trattato di Parigi del 1763 formalmente confermò Mohammed Ali Khan Walajah come Nawwāb del Karnataka. Fu questa la prima azione di peso che consentì nel 1765 con un firman (decreto) dell'Imperatore di Delhi, di vedere riconosciuti ufficialmente i possedimenti britannici nell'India meridionale.
Clive a questo punto lasciò Madras per tornare a Londra dopo dieci anni di assenza, all'inizio del 1753, ma non prima di aver sposato Margaret Maskelyne, sorella del fraterno amico Nevil Maskelyne, noto astronomo reale.
Clive sedette quindi per un breve periodo di tempo come Membro del parlamento per St Michael, dal 1754 al 1755.

### Il secondo soggiorno in India (1755–1760)
Nel luglio del 1755, Clive tornò in India con l'incarico di governatore eletto di Fort St. David a Cuddalore. Egli giunse sul suolo indiano dopo aver perso una considerevole fortuna lungo il viaggio dal momento che la Doddington, la nave ammiraglia del suo convoglio, si era arenata presso Port Elizabeth, perdendo un'intera cassa di monete d'oro appartenenti a Clive per il valore di 33.000 sterline. Circa 250 anni dopo, nel 1998, parte del denaro del tesoro di Clive venne venduto illegalmente, e nel 2002 parte del tesoro venne recuperato.
Clive, promosso a questo punto al rango di tenente colonnello del British Army, prese parte alla cattura della fortezza di Gheriah, roccaforte dell'ammiraglio maratha Tuloji Angre. L'azione venne guidata dall'ammiraglio James Watson e da diverse navi inglesi oltre che da un buon numero di rinforzi inviati dai locali. La potenza soverchiante degli inglesi assicurò la vittoria senza perdite. Un chirurgo della flotta, Edward Ives, annotò come Clive si fosse rifiutato di prendere parte del tesoro da dividersi tra i vincitori come era costume dell'epoca.

#### La caduta e la riconquista di Calcutta (1756–57)
A seguito di queste azioni Clive entrò in carica a Fort St. David e fu qui che gli pervennero pessime notizie dal fronte inglese. Già nel 1756, Siraj ud-Daulah era succeduto a suo nonno Alivardi Khan come Nawwāb del Bengala. Nel giugno di quell'anno, Clive ricevette la notizia che il nuovo Nawwāb aveva attaccato gli Inglesi a Kasimbazar e poco dopo il 20 giugno aveva preso possesso del forte di Calcutta. Le perdite per la Compagnia causarono anche quella di Calcutta con gli investimenti che ammontavano a 2 000 000 di sterline. Gli Inglesi catturati vennero posti nel famigerato Buco nero di Calcutta ove poi morirono 123 dei 146 prigionieri detenuti, soffocati dal caldo o per la fame.
Dal Natale del 1756, non avendo ricevuto risposta alle lettere diplomatiche inviate al Nawwāb, l'ammiraglio Charles Watson e Clive ottennero l'ordine di attaccare l'esercito del Nawwāb e rimuoverlo da Calcutta con la forza. Il loro primo obbiettivo fu la fortezza di Baj-Baj alla quale Clive si approcciò via terra mentre l'ammiraglio Watson la bombardava dal mare. La fortezza venne presa in tempi record con perdite minime da parte degli Inglesi. Poco dopo, il 2 gennaio 1757, Calcutta venne presa con eguale facilità.
Circa un mese dopo, il 3 febbraio 1757, Clive incontrò l'esercito dello stesso Nawwāb. Per due giorni, l'esercito marciò a spostarsi ad est di Calcutta. Sir Eyre Coote, in servizio nelle forze britanniche, stimò le forze del nemico come 40.000 cavalieri, 60 000 fanti e 30 cannoni. Pur considerando come sovrastimate queste cifre, le forze di Clive erano ad ogni modo esigue con appena 540 fanti inglesi, 600 marinai, 800 sepoy, 14 cannoni e nessun cavaliere. Le forze inglesi attaccarono il campo del Nawwāb di mattina presto il 5 febbraio 1757. Per mezzogiorno, le forze di Clive giunsero sane e salve a Fort William. Durante l'assalto, circa un decimo degli attaccanti britannici venne ferito per un totale di 137 uomini, mentre 57 furono i caduti sul campo. Anche se tecnicamente non si trattava di una vittoria militare, l'assalto britannico intimidì a tal punto il Nawwāb che questi decise di scendere a patti con Clive cedendo il controllo di Calcutta il 9 febbraio e promettendo di ricompensare la Compagnia britannica delle Indie Orientali per i danni subiti.

#### La guerra con Siraj ud-Daulah
Dal momento che Inghilterra e Francia si trovavano ancora una volta in guerra, Clive inviò la sua flotta a risalire il fiume contro la colonia francese di Chandannagar, mentre lui l'assediava via terra. Vi era un forte incentivo a catturare la colonia, dal momento che la cattura in precedenza di un insediamento presso Pondicherry aveva comportato anche la cattura di merce per 140 000 sterline. Dopo aver acconsentito all'assedio, il Nawwāb cercò di assistere i Francesi senza successo. Alcuni ufficiali della corte del Nawwāb cospirarono per deporlo. Jaʿfar ʿAlī Khān, conosciuto anche col nome di Mir Jafar, comandante in capo delle forze del Nawwāb, fu il capo di questi cospiratori. Con l'ammiraglio Watson, il governatore Drake e Mr. Watts, Clive fece un accordo tra gentiluomini nel quale egli acconsentì nel concedere l'incarico di viceré del Bengala, del Bihar e dell'Orissa a Mīr Jaʿfar, il quale avrebbe pagato alla Compagnia 500 000 sterline ed avrebbe sostenuto tutti i costi della guerra, compresi tutti i danni da pagare alla popolazione di Calcutta (200 000 sterline) e ai mercanti armeni locali (70 000 sterline).
Clive si servì di Umichand, ricco commerciante bengalese, come agente presso Mīr Jaʿfar e gli ufficiali britannici. Umichand tentò di tradire Clive sebbene gli fossero state garantite 300 000 sterline come ricompensa.

### Plassey

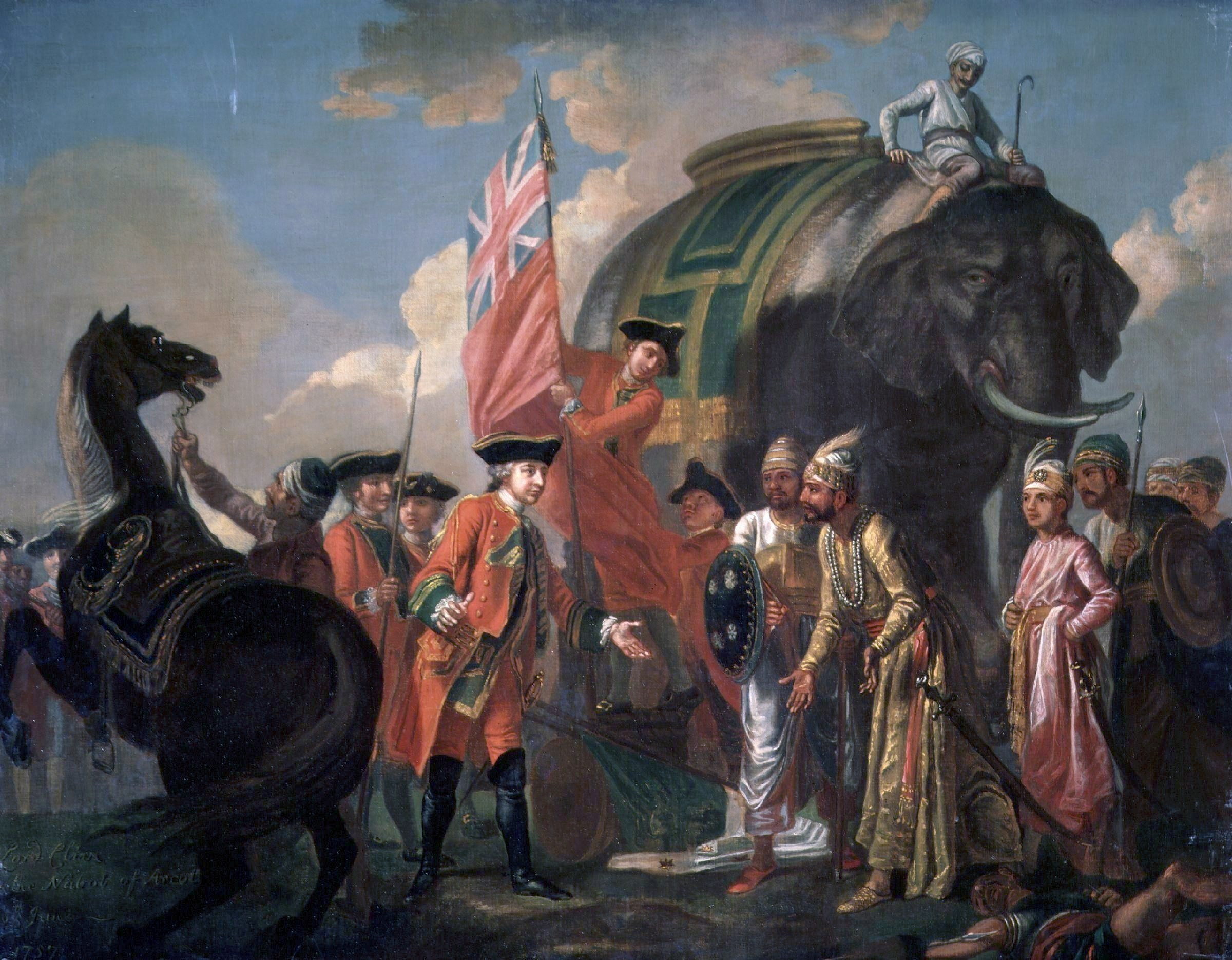
Robert Clive, I barone Clive di Plassey, si incontra con Mir Jafar dopo la battaglia di Plassey, dipinto di Francis Hayman.

L'intera stagione calda del 1757 venne trascorsa in negoziati col Nawwāb del Bengala. A metà di giugno, Clive iniziò la sua marcia da Chandannagar, coi soldati inglesi in barca e i sepoy a seguire la sponda destra del fiume Hooghly. Durante la stagione delle piogge, l'Hooghly era soggetto alle piene del Gange. Sulla riva sinistra del Bhagirathi, a circa 100 chilometri da Chandernagore, si trovava Murshidābād, capitale dei viceré mughal del Bengala. Alcuni chilometri più a sud si trovava la piana di Plassey ed a seguire un grande bosco di alberi di mango. Il 21 giugno 1757, Clive giunse a Plassey, nel bel mezzo della stagione dei monsoni. La sua intera forza armata ammontava a 1 100 soldati europei e 2 100 sepoy, con 9 pezzi d'artiglieria. Il Nawwāb aveva raccolto 18 000 cavalieri, 50 000 fanti e 53 pezzi d'artiglieria, serviti da artiglieri francesi. Per la prima volta nella sua carriera Clive esitò, e richiese una riunione con sedici dei suoi ufficiali per decidere il da farsi. Clive stesso era a capo dei nove ufficiali che si proposero di temporeggiare, mentre il maggiore Eyre Coote era a capo dei sette che erano per un attacco immediato. Per il risultato finale delle votazioni, o più probabilmente per le lettere ricevute da Mir Jafar, Clive decise di cambiare la propria opinione a riguardo dell'attacco e si schierò con Eyre Coote. Dopo una pesante pioggia, i 3 200 uomini di Clive con nove cannoni attraversarono il fiume e presero possesso dell'area per l'accampamento. Il 23 giugno, il combattimento ebbe luogo e durò per l'intera giornata pur combattendo per poco. La polvere da sparo dei cannoni del Nawwāb si bagnò facilmente con la pioggia, il che impacciò la sua artiglieria. Gli Indiani poterono dunque fare ben poco contro i cannoneggiamenti degli Inglesi che avevano tenuto maggiormente al riparo la preziosa polvere da sparo. Clive concluse nel frattempo un accordo con gli aristocratici del Bengala, tra cui Jagat Seth e Mīr Jaʿar. Stabilita la supremazia inglese nel Bengala, il controllo della Compagnia britannica delle Indie Orientali sull'India settentrionale non era ancora completo. Questo avverrà solo nel 1764 con la Battaglia di Buxar, dove Sir Hector Munro sconfisse le forze combinate dell'Imperatore mughal e del Nawwāb  di Awadh.
Siraj al-Dawla si portò sul campo di battaglia su un cammello come era costume per gli aristocratici in vista. Egli venne ben presto catturato dalle forze di Mīr Jaʿar, e venne poi giustiziato dall'assassino Mohammad Beg. Clive entrò a Murshidābād, e insediò Mīr Jaʿar come nuovo Nawwāb. Clive raccolse dal tesoro locale 1 000 000 di sterline in piatti d'oro e d'argento, gioielli e ricchi beni di cui 160 000 sterline andarono come suo personale compenso,500 000 sterline vennero divise tra i suoi uomini e 24 000 sterline vennero divise tra ciascun membro della Compagnia britannica delle Indie Orientali.

### Altre campagne

#### Battaglia di Condore
Mentre era impegnato nell'amministrazione civile, Clive continuò i suoi successi militari. Egli inviò il maggiore Coote ad inseguire i francesi non lontano da Benares. Intrattenne una corrispondenza col colonnello Forde a Vizagapatam e nel distretto settentrionale di Madras, dove quell'ufficiale aveva vinto la Battaglia di Condore, ricordata da Broome come "una delle azioni più significative che la storia militare ricordi".

#### Il Gran Mogol

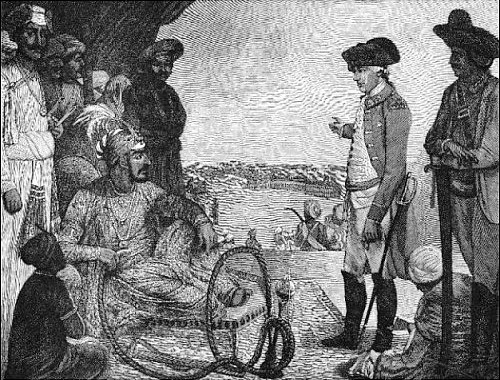
L'Imperatore mughal Shah 'Alam II, prigioniero della Compagnia britannica delle Indie orientali, 1781.

Clive entrò in quell'epoca in contatto diretto per la prima volta col Gran Mogol in persona, un incontro che si dimostrò utile per la sua carriera successiva. Il principe ʿAlī Gawhar, era fuggito da Delhi dopo che suo padre, l'imperatore 'Alamgir II era stato ucciso dal visir usurpatore ʿImād al-Mulk e dal suo associato maratha Sadashivrao Bhau. Il principe ʿAlī Gawhar fu bene accolto e protetto da Shuja' al-Dawla, il Nawwāb di Awadh. Nell'anno 1760 dopo aver ottenuto il controllo di Bihar, Odisha e di alcune parti del Bengala, il principe ereditario mughal e il suo esercito di 30 000 uomini erano intenzionati a detronizzare Mir Jafar e a battere la Compagnia, in modo da riconquistare le ricche aree orientali dell'Impero. I Mughal erano guidati dal principe ʿAlī Gawhar e accompagnati da Muhammad Quli Khan, Hidayat Ali, Mir Afzal, Kadim Husein e da Ghulam Husayn Taba'taba'i. Le loro forze ottennero rinforzi da Shuja' al-Dawla e da Najib al-Dawla. I Mughal furono raggiunti anche da Jean Law e da 200 fanti francesi. Il principe ʿAlī Gawhar riuscì fortunatamente a giungere a Patna, che assediò con una forza di 40 000 uomini di modo da uccidere o catturare Ramnarian, nemico dei Mughal. Mir Jafar era terrorizzato dall'idea di poter essere attaccato e per questo inviò so figlio Miran a difendere Ramnarian ed a riprendere Patna. Mir Jafar implorò inoltre aiuto da Robert Clive, ma fu il maggiore John Caillaud a sconfiggere l'esercito del principe ʿAlī Gawhar e a disperderlo.

#### L'aggressione olandese
Clive riuscì inoltre a respingere un'aggressione da parte degli Olandesi, rivendicando il massacro di Amboyna - occasione nella quale scrisse la sua famosa lettera: "Caro Forde, attaccateli immediatamente; Vi invierò ulteriori ordini domani". Nel frattempo Clive migliorò l'organizzazione e l'allenamento dei sepoy sul modello europeo, includendovi anche molti musulmani delle regioni settentrionali dell'impero mughal. Fortificò nuovamente inoltre Calcutta. Nel 1760, dopo quattro anni di duro lavoro, la sua salute iniziò a risentirne e dovette fare ritorno in Inghilterra. "Sembrava - scriveva un contemporaneo - come se la sua anima stesse partendo dal Governatorato del Bengala". Clive prescelse alcuni abili suoi subordinati a sostituirlo durante la sua assenza, in particolare il giovane Warren Hastings che, un anno dopo Plassey, venne nominato residente alla corte del Nawwāb.
La Compagnia colse l'occasione per estrarre il massimo delle rendite territoriali possibili dai contadini per sostenere le campagne militari e la corruzione dilagò tra gli ufficiali. Mir Jafar iniziò anch'egli una campagna di estorsione su vasta scala per rimpinguare il suo tesoro di stato, quasi completamente svuotato dalle domande d'indennità della Compagnia.

### Il ritorno in Gran Bretagna

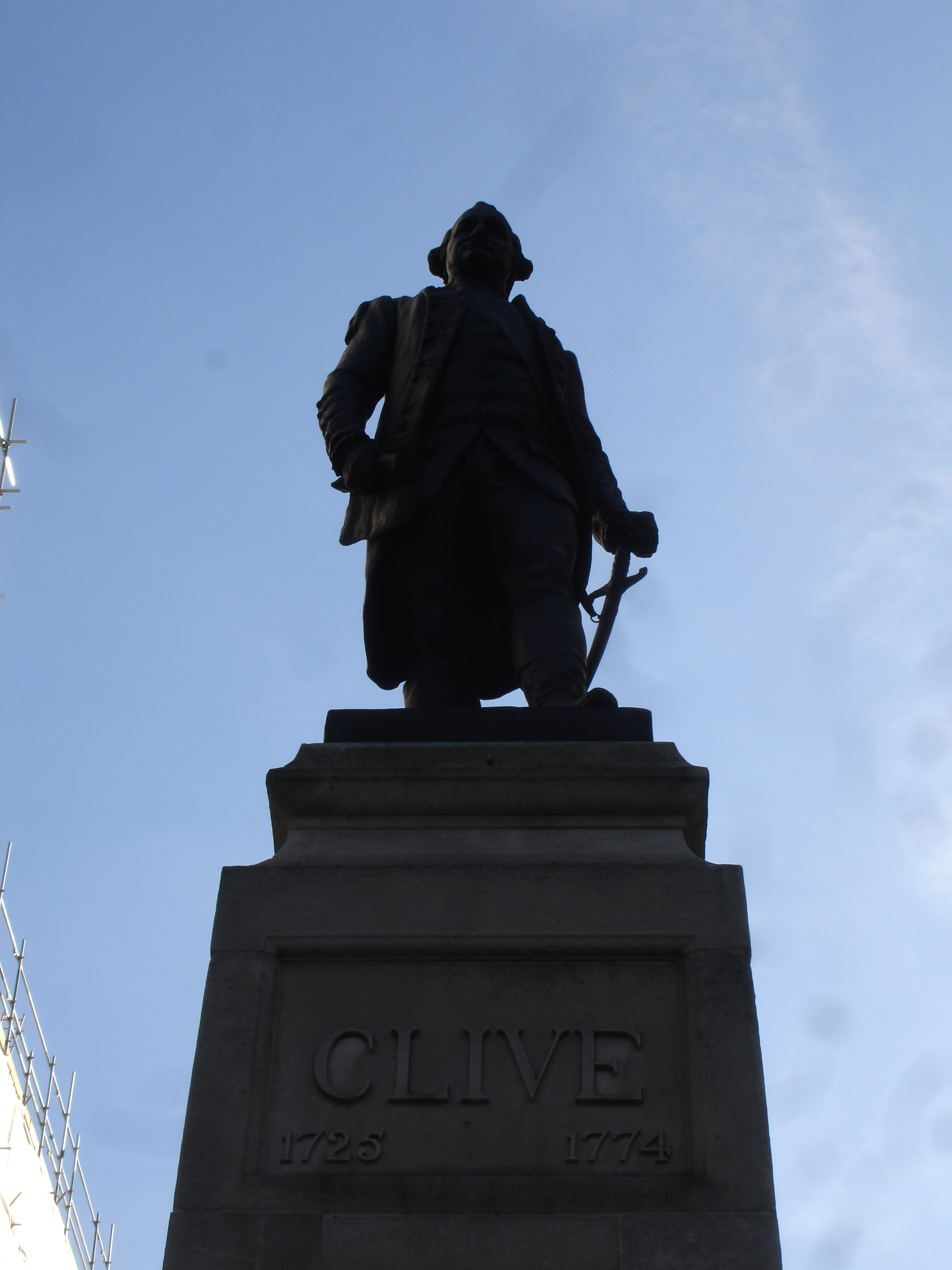
Il memoriale a Clive presso St James's Park

Nel 1760 il trentacinquenne Clive tornò in Gran Bretagna con una fortuna di almeno 300.000 sterline e 27.000 sterline di rendita annua. Egli sostenne finanziariamente i suoi parenti e le sorelle, provvedendo anche all'amico maggiore Lawrence, l'ufficiale comandante che aveva incoraggiato il suo genio militare, con uno stipendio di 500 sterline annue. Nei cinque anni della conquista e dell'amministrazione del Bengala, il giovane aveva saputo cogliere l'occasione di una serie di eventi consequenziali tali da farlo comparare da Lord Maculay a Napoleone Bonaparte per la rapida ascesa ed i molti caratteri in comune, aggiungendo che "[Clive] aveva donato pace, sicurezza e prosperità nonché libertà a milioni di indiani, che per secoli avevano subito oppressione, mentre la carriera di Napoleone venne motivata unicamente dalla conquista e dall'ambizione personale, assolutismo che svanì con la sua caduta". L'immediata conseguenza della vittoria di Clive a Plassey fu l'aumento della richiesta di denaro dalla tassazione del Bengala del 20%, gran parte del quale finì nelle tasche degli ufficiali corrotti della compagnia, in particolare durante la carestia del 1770.
Durante i tre anni nei quali Clive rimase in Gran Bretagna, egli cercò di formarsi una posizione politica, sfruttando prevalentemente il corso degli eventi in India, che lo avevano reso un astro nascente. Egli venne ben ricevuto a corte, venne nominato Barone Clive di Plassey, nella Contea di Clare, comprò delle residenze lussuose, si circondò di molti amici e tornò a far parte della Camera dei Comuni (per il collegio di Shrewsbury dal 1761 sino alla sua morte). Pur non laureato, Clive ricevette la laurea honoris causa in legge dall'Università di Oxford nel 1760 e nel 1764 venne nominato cavaliere dell'Ordine del Bagno.
Clive si rese devoto alla riforma del sistema della Compagnia britannica delle Indie orientali, ed iniziò una breve disputa con un consigliere della Court of Directors, Mr Sullivan, che alla fine lo vide sconfitto. In questo egli venne aiutato dalle notizie di nuovi scontri in Bengala. Mir Jafar si era infine ribellato ai pagamenti degli ufficiali inglesi ed il successore di Clive aveva nominato Kasim Ali Khan, genero di Mir Jafar, al suo posto. Dopo una breve reggenza del trono, Kasim Ali aveva abbandonato il proprio incarico, ordinando a Walter Reinhardt Sombre (conosciuto tra i musulmani col nome di Sumru), un mercenario svizzero al suo servizio, di massacrare i 150 soldati britannici della guarnigione di Patna, mentre egli scompariva sotto la protezione di suo fratello, il viceré di Awadh. L'intero sistema della Compagnia, sia civile che militare, era divenuto mira di accuse di corruzione.

### Terzo soggiorno in India

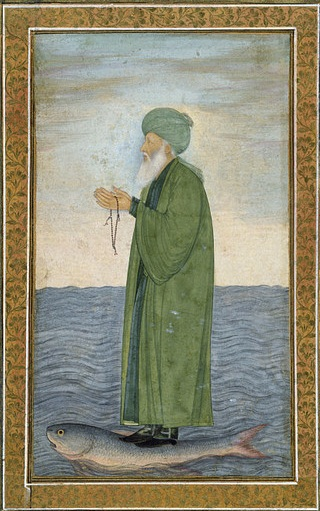
Miniatura di Al-Khidr, dal "Piccolo album di Clive" che si pensa sia stata donata a Clive durante la sua visita in India nel 1765-67 da Shuja ud-Daula, il Nawwāb di Awadh. L'Album intero contiene 62 fogli di miniature di disegni mughal, studi per motivi floreali e decorazioni. Il pezzo venne acquistato dal Victoria and Albert Museum nel 1956.

Il 3 maggio 1765 Clive sbarcò a Calcutta ove apprese che Mir Jafar era morto, lasciandogli la fortuna di 70 000 sterline. Mir Jafar era stato succeduto da suo figlio Kasim Ali, il quale aveva introdotto indipendentemente dal governo britannico un viceré ad Awadh, ma altre riforme locali. A questo punto scoppiò un ammutinamento dell'esercito del Bengala, che fu un primo precursore dei Moti indiani del 1857, ma esso fu represso in breve tempo. Il maggiore Munro, "il Napier di quei tempi", riuscì a reprimere i malcontenti nella Battaglia di Buxar. L'imperatore, Shah Alam II, si staccò dalla lega, mentre il viceré di Awadh si pose alla mercé degli Inglesi.
Clive aveva ora l'opportunità di portarsi nell'Hindustan, o Alta India, dal Bengala. Egli si assicurò l'area oggi nota col nome di Uttar Pradesh, e rese superflue le campagne di Wellesley e Lake.

#### Ilfirmanimperiale
In cambio delle province awadhiane assicurate all'imperatore, Clive ottenne dalla corte di Delhi uno dei documenti più importanti della storia degli inglesi in India, la cessione ufficiale del Bengala a Clive. Nei registri il documento viene indicato come "Firman [decreto] del re Shah ʿĀlam, che garantisce il dewanato del Bengal, di Behar e di Odisha alla Compagnia - 1765", La data del documento fu quella del 12 agosto 1765, il luogo Benares, il trono un tavolo da cena inglese coperto di un vestito di broccato e sormontato da una sedia, nella tenda di Clive. Con questo decreto, la Compagnia divenne un vero e proprio sovrano regnante di circa 30 000 000 di persone, col diritto di ottenere tassazione libera su quei territori (annualmente circa 4 000 000 di sterline).
In quello stesso giorno Clive non solo ottenne il firman imperiale per la presa di possesso del Karnataka da parte della Compagnia, completando il lavoro iniziato ad Arcot, ma un terzo firman le assegnò anche la più alta di tutte le luogotenenze dell'impero, quella del Deccan. Questo fatto è menzionato in una lettera della commissione segreta della Court of Directors del governo di Madras, datata 27 aprile 1768. La presenza inglese in India era così comparata a quella di tanti altri principi indiani che detenevano stati di loro reggenza, tendendo però sempre più le corde con le potenze rivali come Francia, Paesi Bassi e Danimarca. Clive aveva questo in mente quando lasciò il suo ultimo ordine ai suoi sottoposti prima di partire definitivamente nel 1767:
"Noi sappiamo che, sin dall'acquisizione del dewanato, il potere che apparteneva al soubah di queste province è totalmente, di fatto, passato alla Compagnia delle Indie Orientali. Niente rimane a lui se non l'ombra della sua autorità. Questo nome, ad ogni modo, la sua ombra, è indispensabilmente necessaria perché egli possa sentirsi venerato."

#### Tentativi di riforme amministrative
Avendo con tale atto dato ufficialmente vita all'Impero dell'India britannica, Clive si impegnò per fondare anche una solida amministrazione. I salari degli amministratori civili vennero aumentati, vennero proibite regalìe da parte degli Indiani e Clive impedì agli Inglesi di partecipare a traffici di commercio interni con gli Indiani. Sfortunatamente queste misure ebbero un impatto bassissimo sulla riduzione della corruzione, che rimase assai diffusa sino ai giorni di Warren Hastings. Le riforme militari di Clive invece ebbero maggior successo. Egli riuscì a piegare un ammutinamento di alcuni ufficiali inglesi, i quali si erano opposti all'abolizione della batta (paga extra). La sua riorganizzazione dell'esercito sulle linee che avevano avuto inizio dopo la battaglia di Plassey, si fermò durante la sua assenza in Gran Bretagna, ma successivamente attirò l'ammirazione degli ufficiali indiani. Egli divise l'intero esercito in tre brigate, rendendo ciascuna una forza completa.

### Il ritiro e la morte

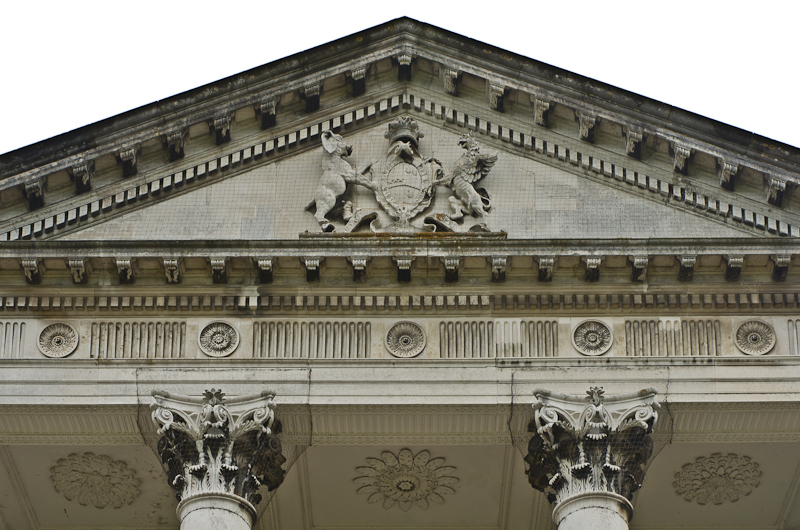
Lo stemma della famiglia Clive in relievo nel frontone di Claremont, sulla facciata occidentale.

Clive lasciò l'India per l'ultima volta nel febbraio del 1767. Nel 1768, Clive visse per un certo periodo al Castello di Larzac, presso Pézenas nel dipartimento dell'Hérault della regione della Linguadoca-Rossiglione, nella Francia meridionale. Una tradizione locale vuole che sia stato lui ad introdurre un tipo di pasticcino di sua invenzione detto Le petit pâté de Pézenas, della forma di un grande batuffolo di cotone con un cuore di zucchero, trasformando una ricetta che avrebbe importato dall'India (la locale Keema). Pézenas è oggi noto per essere uno dei principali centri di produzione dolciaria della zona.
Nel 1768 Clive fu nominato membro della Royal Society.
Nel 1769 acquistò una casa con un grande parco a Claremont presso Esher e commissionò a Lancelot "Capability" Brown di rimodellare i giardini e ricostruire la casa.
Nel 1772 il Parlamento inglese aprì un'inchiesta sulla gestione della Compagnia in India. Gli oppositori politici di Clive sfruttarono l'occasione per attaccarlo accusandolo di aver ricevuto indebitamente grosse somme di denaro, ma venne quindi scagionato. Sul finire dell'anno il re gli rinnovò la sua fiducia nominandolo Cavaliere di Gran Croce dell'Ordine del Bagno, e Lord Luogotenente dello Shropshire.
Tra il 1769 e il 1773 il Bengala fu colpito da una grave carestia, dove la popolazione venne ridotta di un terzo, carestia che molti attribuirono alla corruzione ed alla cattiva gestione degli ufficiali della compagnia dei territori acquisiti in India.
Il 22 novembre 1774 Clive si suicidò all'età di 49 anni nella sua casa di Berkeley Square di Londra. Non vi fu inchiesta sulla sua morte e molte sono state le versioni circolanti sulla sua morte (alcuni riportarono che si fosse trafitto con la sua spada, altri che si fosse tagliato la gola col suo tagliacarte, altri che avesse preso una dose eccessiva di oppio), mentre alcuni giornali riportarono la sua morte come conseguenza di un colpo apoplettico o di un infarto. Un suo biografo del XX secolo, John Watney, concluse: "Egli non morì di una ferita autoprovocata... Egli morì a causa di un attacco cardiaco causato da un'overdose di droghe". Questo ha portato molti storici a pensare che il suicidio di Clive sia da collegarsi alla sua depressione cronica ed all'uso di oppio che aveva appreso in India. Il comandante venne sepolto nella chiesa di St Margaret a Moreton Say, presso il paese nativo nello Shropshire.

## Matrimonio e figli
Robert Clive sposò Margaret Maskelyne (m. 28 dicembre 1817) il 18 febbraio 1753, sorella del rev. dr. Nevil Maskelyne, astronomo reale, a Madras. La coppia ebbe sei figli:
- Edward Clive, I conte di Powis (7 marzo 1754 - 16 maggio 1839)
- Robert Clive (14 agosto 1769 - 28 luglio 1833), tenente colonnello dell'esercito britannico, senza eredi
- Rebecca Clive (15 settembre 1760 - dicembre 1795, sposò nel 1780 il tenente generale John Robinson (m. 1798)
- Charlotte Clive (19 gennaio 1762 - 20 ottobre 1795), senza eredi
- Margaret Clive (1763 - giugno 1814), sposò l'11 aprile 1780 il tenente colonnello Lambert Theodore Walpole (m. 1798)
- Richard Clive (morto infante)
- Robert Clive (morto infante)
- Elizabeth Clive (1764 - morta infante)
- Jane Clive (morta infante)

## Curiosità
Si pensa che una tartaruga terrestre di sua proprietà, Adwaita, sia l'animale terrestre più longevo vissuto sulla terra di cui si abbia notizia essendo morta nel 2006 alla veneranda età di 255 anni stimati.

## Ascendenza
|                              |                |                  | Genitori        |  |  | Nonni |  |  | Bisnonni     |  |  | Trisnonni    |  |
|                              |                |                  |                 |  |  |       |  |  | George Clive |  |  | Robert Clive |  |
|                              |                |                  |                 |  |  |       |  |  | George Clive |  |  | Robert Clive |  |
|                              |                | Mary Abyn        |                 |  |  |       |  |  | George Clive |  |  |              |  |
| Robert Clive                 |                |                  |                 |  |  |       |  |  | George Clive |  |  |              |  |
|                              |                | Mary Husbands    | Martin Husbands |  |  |       |  |  |              |  |  |              |  |
|                              |                | Mary Husbands    | Martin Husbands |  |  |       |  |  |              |  |  |              |  |
|                              |                | Mary Husbands    | …               |  |  |       |  |  |              |  |  |              |  |
| Richard Clive                |                | Mary Husbands    |                 |  |  |       |  |  |              |  |  |              |  |
|                              |                | Richard Amphlett | William Amphlet |  |  |       |  |  |              |  |  |              |  |
|                              |                | Richard Amphlett | William Amphlet |  |  |       |  |  |              |  |  |              |  |
|                              |                | Richard Amphlett | Frances Sparry  |  |  |       |  |  |              |  |  |              |  |
| Elizabeth Amphlett           |                | Richard Amphlett |                 |  |  |       |  |  |              |  |  |              |  |
|                              |                | Anne Cookes      | …               |  |  |       |  |  |              |  |  |              |  |
|                              |                | Anne Cookes      | …               |  |  |       |  |  |              |  |  |              |  |
|                              |                | Anne Cookes      | …               |  |  |       |  |  |              |  |  |              |  |
| Robert Clive, I barone Clive |                | Anne Cookes      |                 |  |  |       |  |  |              |  |  |              |  |
|                              | Daniel Gaskell | …                |                 |  |  |       |  |  |              |  |  |              |  |
|                              | Daniel Gaskell | …                |                 |  |  |       |  |  |              |  |  |              |  |
|                              | Daniel Gaskell | …                |                 |  |  |       |  |  |              |  |  |              |  |
| Nathaniel Gaskell            | Daniel Gaskell |                  |                 |  |  |       |  |  |              |  |  |              |  |
|                              |                | Grace Holt       | …               |  |  |       |  |  |              |  |  |              |  |
|                              |                | Grace Holt       | …               |  |  |       |  |  |              |  |  |              |  |
|                              |                | Grace Holt       | …               |  |  |       |  |  |              |  |  |              |  |
| Rebecca Gaskell              |                | Grace Holt       |                 |  |  |       |  |  |              |  |  |              |  |
|                              |                | …                | …               |  |  |       |  |  |              |  |  |              |  |
|                              |                | …                | …               |  |  |       |  |  |              |  |  |              |  |
|                              |                | …                | …               |  |  |       |  |  |              |  |  |              |  |
| Sarah Wilson                 |                | …                |                 |  |  |       |  |  |              |  |  |              |  |
|                              |                | …                | …               |  |  |       |  |  |              |  |  |              |  |
|                              |                | …                | …               |  |  |       |  |  |              |  |  |              |  |
|                              |                | …                | …               |  |  |       |  |  |              |  |  |              |  |
|                              |                | …                |                 |  |  |       |  |  |              |  |  |              |  |